# Град Сомбор
Град Сомбор је административна јединица, један од градова у Републици Србији. Налази се у АП Војводина, а седиште је Западнобачког управног округа. По подацима из 2004. град заузима површину од 1.178 km2 (од чега на пољопривредну површину отпада 101.070 ha, а на шумску 7.076 ha).
Средиште града и округа је градско насеље Сомбор. Састоји од градског насеља, 15 насељених места 16 приградских насеља и салаша. Према подацима пописа становништва из 2022. године у граду је живело 70.818 становника (према попису из 2011. било је 85.903 становника). У Граду се редовна настава одржава у 26 основних, 6 средњих школа и Педагошком факултету

## Насеља
- Алекса Шантић
- Бачки Брег
- Бачки Моноштор
- Бездан
- Гаково
- Дорослово
- Кљајићево
- Колут
- Растина
- Риђица
- Светозар Милетић
- Станишић
- Стапар
- Сомбор
- Телечка
- Чонопља

## Демографија
Национални састав општине Сомбор према попису из 2011. године:
| Етнички састав према попису из 2011.‍ | Етнички састав према попису из 2011.‍ | Етнички састав према попису из 2011.‍ | Етнички састав према попису из 2011.‍ | Етнички састав према попису из 2011.‍ |
| ------------------------------------ | ------------------------------------ | ------------------------------------ | ------------------------------------ | ------------------------------------ |
|                                      |                                      |                                      |                                      |                                      |
| Срби                                 | Срби                                 |                                      | 54.370                               | 63,29%                               |
| Мађари                               | Мађари                               |                                      | 9.874                                | 11,49%                               |
| Хрвати                               | Хрвати                               |                                      | 7.070                                | 8,23%                                |
| Буњевци                              | Буњевци                              |                                      | 2.058                                | 2,39%                                |
| Роми                                 | Роми                                 |                                      | 1.015                                | 1,18%                                |
| Регионална припадност                | Регионална припадност                |                                      | 1.479                                | 1,71%                                |
| остали                               | остали                               |                                      | 1.783                                | 2,07%                                |
| неизјашњено                          | неизјашњено                          |                                      | 6.534                                | 7,60%                                |
| укупно: 85.903                       |                                      |                                      |                                      |                                      |

## Галерија
- Стара (Хонведска) касарна
- Градска кућа, Сомбор
- Споменик Исидори Секулић у Сомбору испред Педагошког факултета
- Споменик Јовану Дучићу испред Педагошког факултета у Сомбору
- Споменик народним херојима испред факултета у Сомбору
- Градска кућа, Сомбор
- Управна зграда Боја АД Сомбор
- Српска православна црква С. Георгија, Сомбор
- Црква Св. Ђорђа у Сомбору
- Заједничка гробница ратника ратова 1912—1918.
- Пешачка улица у Сомбору
- Зграда Бачко-бодрошке жупаније у Сомбору
- Kармелска црква Светог Стјепана Краља са самостаном Госпе Kармелске
- Сомбор - спомен жртвама југословенских ратова, Трг цара Уроша
- Фонтана и зграда жупаније у позадини у Сомбору, Србија.
- Рукавац Великог бачког канала код Сомбора
- Зграда некадашње сомборске норме у којој је основана прва грађанска школа на српском језику
- Дрворед бођоша у Сомбору
- Старо стабло бођоша у Сомбору
- Зграда некадашњег биоскопа Звезда
- Улица Пеце Петровића
- Евангелистичка црква
- Манастир Светог Стефана
- Гробље војника Црвене армије
- Зграда Техничке школе